# 阿爾金

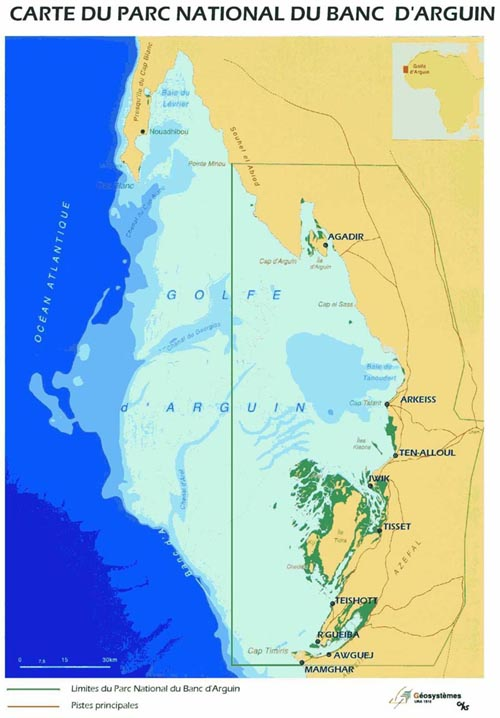
阿爾金及其鄰近地區之地圖

阿爾金（葡萄牙語：Arguim）是一個位於西非阿爾金灣的島嶼，屬毛里塔尼亞。島的兩端相距約六公里，而島的四週亦由暗礁所包圍。現今，阿爾金島成為了毛里塔尼亞阿爾金岩石礁國家公園的一部分。

## 歷史
長久以來，阿爾金憑藉著其具戰略性的地理位置而一直遭到航海國家的垂涎，因此，阿爾金的控制權曾經多次易手。1443年，葡萄牙航海家努諾·特里斯唐首次踏足這個島嶼，不久後，葡萄牙王子航海家恩里克便在此地建立貿易站，開始進行阿拉伯膠及奴隸的貿易。1455年，由阿爾金運到葡萄牙的奴隸人數已達到每年800人之多。
1633年，隨著八十年戰爭的爆發，尼德蘭取得了阿爾金的控制權，直至1678年。1665年間，英國更一度支配此地，而法國亦於1678年在此進行短暫的統治。
而德意志諸侯之一的勃蘭登堡在早期亦曾經把阿爾金作為殖民地，而後來的普魯士王國亦繼續在此的統治。1721年以後，法國及荷蘭便開始爭奪此地的統治權，直至1728年，阿爾金經歷了數次的易手，最終由法國奪得控制權。
阿爾金自18世紀後就一直成為法國的殖民地，並維持統治至20世紀。第二次世界大戰後，隨著非洲國家的獨立浪潮下，毛里塔尼亞得以從法國手中獨立，而阿爾金亦成為毛里塔尼亞的領土，一直至今。